# Centaurea marashica
Centaurea marashica — вид квіткових рослин айстрових (Asteraceae). Ендемік Туреччини (пд. Анатолія).
Він морфологічно подібний до C. cheirolepidoides і C. isaurica, від яких відрізняється передусім характером листя, придатків і папуса.